# Sanislău
Sanislău (Szanisló en hongrois, Stanislau en allemand) est une commune roumaine du județ de Satu Mare, dans la région historique de Transylvanie et dans la région de développement du Nord-Ouest.

## Géographie
La commune de Sanislău est située dans le sud-ouest du județ, à la limite avec la Hongrie, dans la plaine de Carei, à 15 km au sud-ouest de Carei et à 49 km au usd-ouest de Satu Mare, le chef-lieu du județ.
La municipalité est composée des trois villages suivants (population en 2002) :
- Horea (203) ;
- Marna Nouă (355) ;
- Sanislău (3 193), siège de la commune.

## Histoire
La première mention écrite du village de Sanislău date de 1306. Les villages de Marna Nouă et Horea ont été fondés en 1924 par des colons venus des monts Apuseni et du Maramureș à la suite de la réforme agraire qui a entraîné le démantèlement des grandes propriétés de la noblesse hongroise et à l'expulsion de celle-ci.
La commune, qui appartenait au royaume de Hongrie, faisait partie de la principauté de Transylvanie et elle en a donc suivi l'histoire. Au XVIIIe siècle, les Károlyi grands propriétaires terriens possessionnés dans la région ont encouragé l'installation de colons gerùanophones d'origine souabe.
Après le compromis de 1867 entre Autrichiens et Hongrois de l'empire d'Autriche, la principauté de Transylvanie disparaît et, en 1876, le royaume de Hongrie est partagé en comitats. Sanislău intègre le comitat de Szatmár (Szatmár vármegye).
À la fin de la Première Guerre mondiale, l'Empire austro-hongrois disparaît et la commune rejoint la Grande Roumanie au traité de Trianon. Elle est alors intégrée au județ de Sălaj dont le chef-lieu est la ville de Zalău.
En 1940, à la suite du deuxième arbitrage de Vienne, elle est annexée par la Hongrie jusqu'en 1944, période durant laquelle sa communauté juive est exterminée par les nazis. En 1945, on créée un camp pour les déportés d'origine allemande des villages avoisinants. Elle réintègre la Roumanie après la Seconde Guerre mondiale au traité de Paris en 1947.
De 1950 à 1968, la commune fait partie de la région de Baia Mare. Ce n'est qu'en 1968, lors de la réorganisation administrative du pays que la commune intègre le județ de Satu Mare auquel elle appartient de nos jours.
En 2004, les villages de Berea, Ciumești et Viișoara ont qui tté la commune de Sanislău pour former la nouvelle commune de Ciumești.

## Politique
| Période                                  | Période  | Identité             | Étiquette | Qualité |
| ---------------------------------------- | -------- | -------------------- | --------- | ------- |
| Les données manquantes sont à compléter. |          |                      |           |         |
|                                          | 2012     | Gheorghe Călin Mariș | PDL       |         |
| 2012                                     | En cours | Zoltan Lardosi       | FDGR      |         |

| Parti | Parti                                               | Sièges |
| ----- | --------------------------------------------------- | ------ |
|       | Forum démocratique des Allemands de Roumanie (FDGR) | 7      |
|       | Parti social-démocrate (PSD)                        | 2      |
|       | Parti national libéral (PNL)                        | 2      |
|       | Alliance des libéraux et démocrates (ALDE)          | 2      |

## Religions
En 2002, la composition religieuse de la commune était la suivante :
- Catholiques romains, 50,62 % ;
- Chrétiens orthodoxes, 34,64 % ;
- Réformés, 12,39 % ;
- Grecs-Catholiques, 1,53 %.

## Démographie
En 1910, à l'époque austro-hongroise, la commune comptait 5 437 Hongrois (80,49 %), 1 255 Roumains (18,58 %) et 60 Allemands (0,89 %),.
En 1930, on dénombrait 3 028 Roumains (39,99 %), 2 864 Allemands (37,83 %), 1 220 Hongrois (16,11 %), 224 Juifs (2,96 %), 193 Tsiganes (2,55 %), 13 Slovaques (0,17 %) et 10 Ukrainiens (0,13 %).
En 1956, après la Seconde Guerre mondiale, 5 044 Hongrois (62,82 %) côtoyaient 2 957 Roumains (36,83 %), 18 Juifs (0,22 %) et 9 Allemands (0,11 %).
En 2002, la commune comptait 2 831 Hongrois (54,49 %), 1 885 Roumains (36,28 %), 345 Tsiganes (6,64 %) et 119 Allemands (2,29 %). On comptait à cette date 1 538 ménages et 1 493 logements.
Les statistiques concernant la commune de Sanislău jusqu'en 2004 comprennent les villages de Berea, Ciumești et Viișoara qui s'en sont séparés à cette date.
| 1880  | 1890  | 1900  | 1910  | 1920  | 1930  | 1941  | 1956  | 1966  |
| ----- | ----- | ----- | ----- | ----- | ----- | ----- | ----- | ----- |
| 5 650 | 6 827 | 7 558 | 6 755 | 7 471 | 7 571 | 7 580 | 8 029 | 7 675 |

| 1977  | 1992  | 2002  | 2007  | - | - | - | - | - |
| ----- | ----- | ----- | ----- | - | - | - | - | - |
| 7 068 | 5 607 | 5 195 | 3 637 | - | - | - | - | - |

## Économie
L'économie de la commune repose sur l'agriculture. Une petite activité industrielle de menuiserie se développe sur le territoire communal.

## Communications

### Routes
Sanislău est située sur la route régionale DJ196B qui rejoint au sud-est Petrești et la nationale DN19 Oradea-Carei-Satu Mare. La route DJ196C se dirige au nord vers Ciumești et à l'ouest vers le village d'Horea et la Hongrie. Il n'existe cependant pas de passage frontière à cet endroit.

### Voies ferrées
Sanislău est desservie par la ligne des chemins de fer roumains (Căile Ferate Române) Carei-Oradea.

## Lieux et monuments
- Sanislău, église catholique romaine datant de 1824[9].
- Sanislău, chapelle catholique romaine datant de 1850[9].
- Sanislău, église orthodoxe des Sts Archanges datant du XVIIIe siècle, classée monument historique[9].
- Sanislău, église réformée d'origine gothique (XVe siècle), très endommagée par le séisme de 1834, reconstruite ensuite[10],[11].
- Sanislău, réserve naturelle Mlaștina Vermeș d'une superficie de 10 ha[10].